# CDC23
Das Protein Cell division cycle 23 homolog (S. cerevisiae), auch CDC23, wird durch das Gen CDC23 kodiert.

## Funktion
Das humane Protein CDC23 ist seinem Homologon Cdc23 in S. cerevisiae sehr ähnlich. Das Molekül ist essentiell für das Fortlaufen des Zellzyklus durch den G2-M-Schadenskontrollpunkt. Das Protein ist Bestandteil des Anaphase-promoting complex (APC), der aus 8 Proteinuntereinheiten besteht und in eukaryotischen Zellen hochkonserviert ist. APC katalysiert die Bildung des Cyclin B-Ubiquitinkonjugates, das die Ubiquitin-gesteuerte Proteolyse von Cyclin B bewirkt. Das Protein enthält, wie auch drei weitere Bestandteile des APC-Komplexes, das TPR-Strukturmotiv als Protein-Protein-Interaktionsdomäne.

## Interaktionen
Es wurde nachgewiesen, dass CDC23 mit CDC27 interagiert.